# Saturday Fiction
Pour plus de détails, voir Fiche technique et Distribution.
Saturday Fiction (兰心大剧院, Lán xīn dà jùyuàn) est un film chinois réalisé par Lou Ye, sorti en 2019. Le film est en compétition officielle à la Mostra de Venise 2019.

## Fiche technique
- Titre : Saturday Fiction
- Titre original : 兰心大剧院 (Lán xīn dà jùyuàn)
- Réalisation : Lou Ye
- Scénario : Ma Yingli
- Pays d'origine : Chine
- Genre : drame
- Date de sortie : 2019

## Distribution
- Gong Li : Yu Jin
- Tom Wlaschiha : Saul Speyer
- Mark Chao
- Pascal Greggory
- Joe Odagiri
- Ayumu Nakajima